# Стерлитамак (аэропорт)
Аэропорт Стерлитамак — аэропорт одноимённого города в Башкортостане (Стерлитамак). Расположен в 15 км юго-западнее города, в 4 км юго-восточнее села Преображеновка. Аэродром класса «Г».
Аэропорт активно эксплуатировался до ухода его генерального директора Суслова Ивана Сергеевича  в 1997 году в Авиакомпанию "Башкирские авиалинии" .  Последние регулярные рейсы выполнялись в Москву (Быково).
В настоящее время аэропорт эпизодически используется авиацией местных воздушных линий (самолёты Ан-2, вертолёты). На территории аэропорта проводятся различные общественные мероприятия, а также дрэг-гонки.
С 2008 года ведётся реконструкция аэропорта. Произведён капитальный ремонт взлетно-посадочной полосы, монтируется светосигнальное, радионавигационное и связное оборудование, производится восстановление зданий и инфраструктуры аэропорта. В будущем планируется принимать самолёты типов Ан-2, Ан-24, Як-40, Л-410.

## Фотогалерея

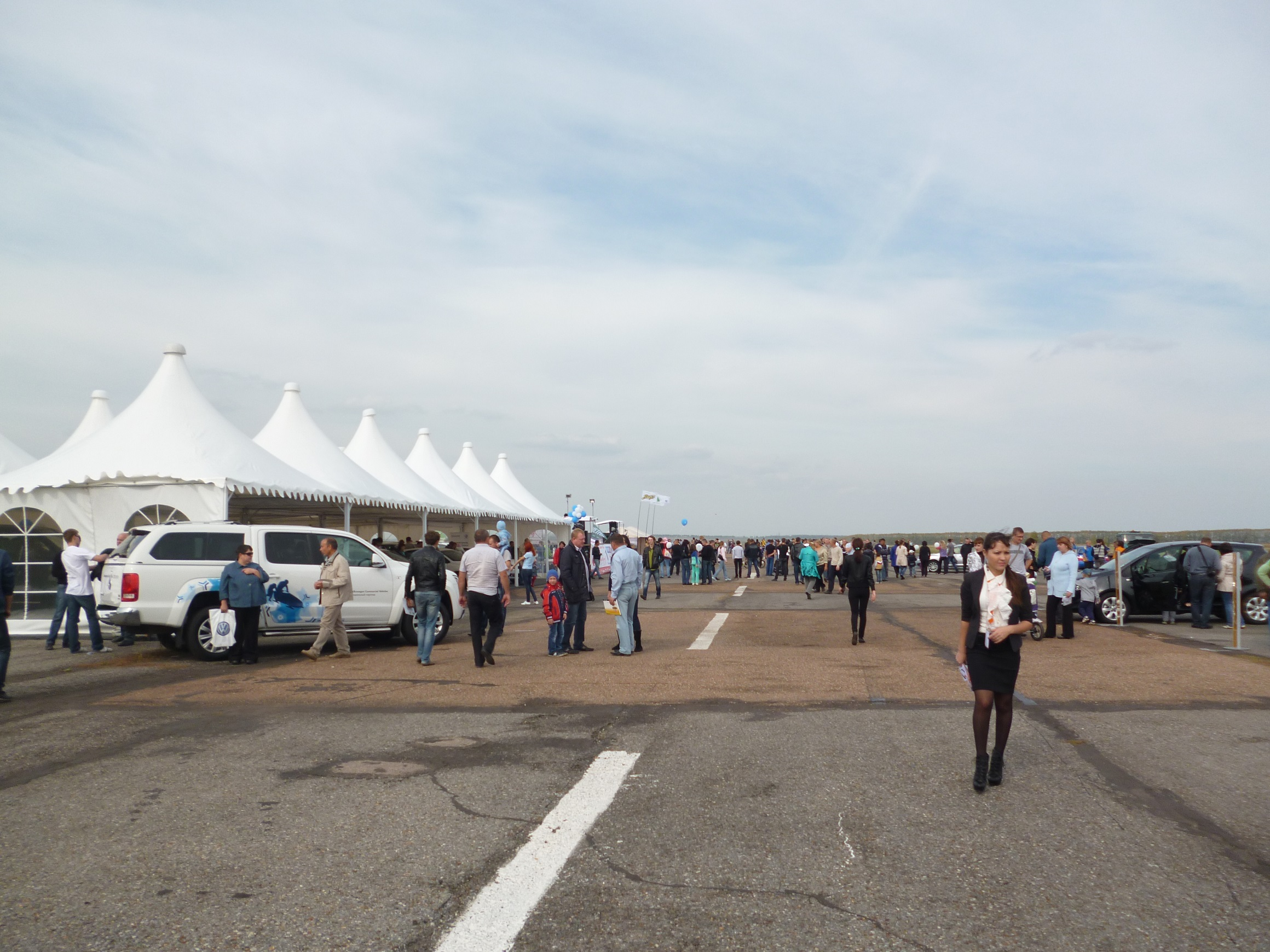
Фрагмент слёта автомобильных дилеров РБ 2012
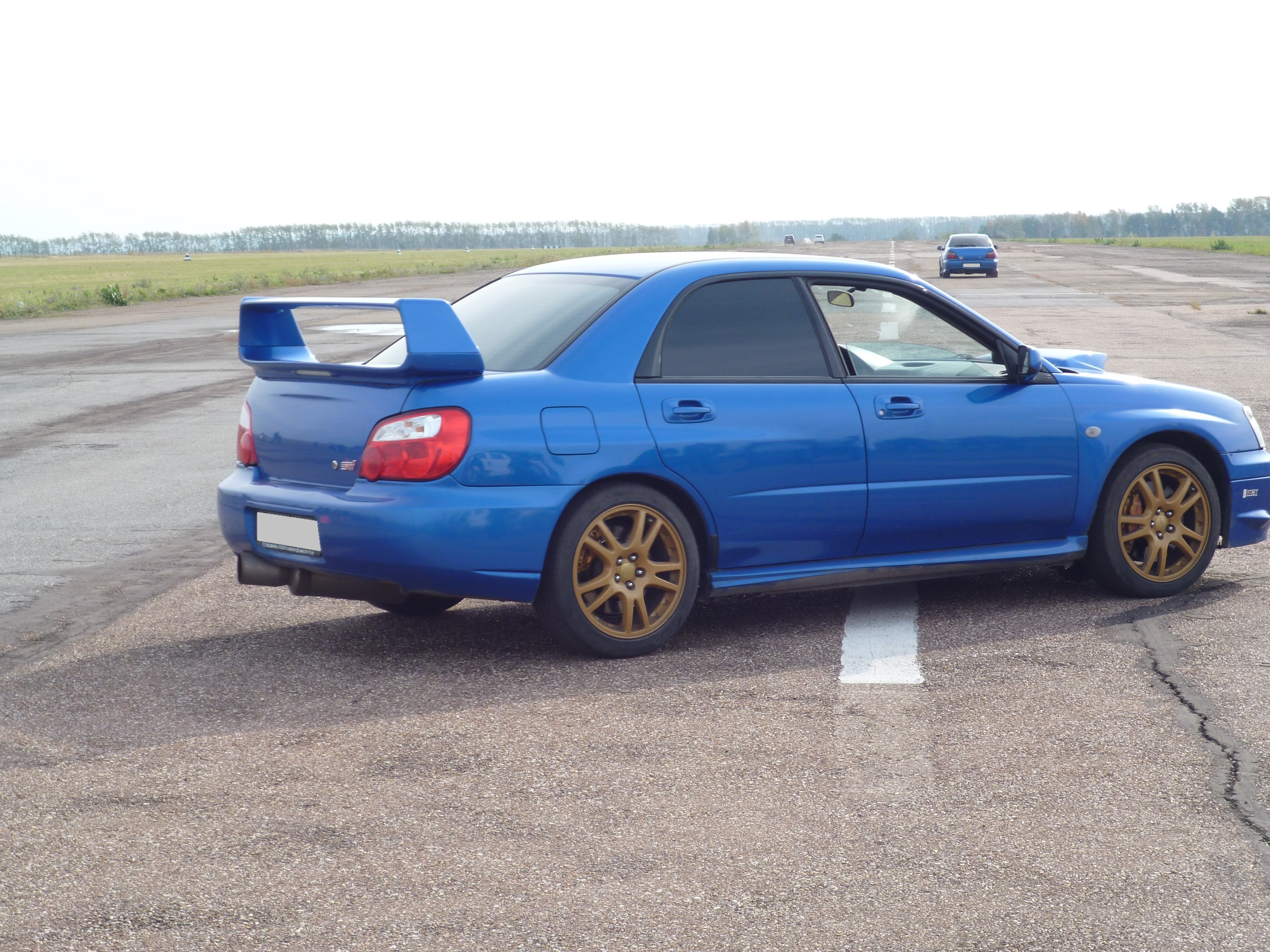
Фрагмент дрэг-заездов на взлётной полосе, 2012